# Бабрий
Ба́брий (др.-греч. Βάβριος, лат. Valerius Babrius; Валерий Бабрий) — древнегреческий поэт-баснописец италийского происхождения, живший во II веке на востоке Римской империи (предположительно, на территории Сирии). Сохранились тексты 144 его басен и пересказ ещё 50.

## Биография
Из обращения в первом посвящении («О Бранх, дитя мое») можно предположить, что он был наставником при каком-то молодом человеке знатного происхождения; если считать, что оба пролога обращены к одному лицу, то этот ученик Бабрия оказывается сыном некоего царя Александра. Последний из восточных Александров I века, сохранивших титул царя, был Гай Юлий Александр, сын Тиграна VI Армянского и праправнук Ирода Великого; Веспасиан дал ему в управление островок близ Киликии, а Траян сделал консулом. Отождествить киликийского Александра с бабриевским покровителем трудно: это дало бы очень раннюю дату. Но можно предположить, что Бабрий имел в виду одного из его сыновей — Александра Агриппу (квестора-пропретора в Азии) или Александра Береникиана (проконсула Азии); хотя они и не были царями, но из желания польстить поэт легко мог приписать им отцовский титул (это также объясняет, почему Бабрий не прибавляет никаких эпитетов к слову «царь»).

## Творчество
Бабрий прославился стихотворным переложением басен, написанных Эзопом и другими авторами; известны и собственные басни Бабрия.
Древнейшие рукописи стихов Бабрия найдены в египетских папирусах II в. на восковых табличках из Пальмиры. 123 его басни сохранились в Афонской рукописи (Codex Athous), которая датирована IX или X веком. 21 басня реконструирована из сохранившихся фрагментов. Всего до нашего времени дошло 144 его стихотворные басни, а также 50 басен в прозаическом пересказе.
Считается, что сборник Бабрия изначально был составлен в 10 книгах, но ещё до Авиана басни появились в переработанном (вероятно, для школьной практики) издании в 2 книгах. В новом сборнике басни были расположены по алфавиту, местами сильно изменены, снабжены прозаическими и некоторыми стихотворными эпимифиями (краткая «мораль» в конце басни).
Для метрики Бабрия наиболее характерен холиямб («хромой ямб»); тем самым, как считается, баснописец стремился воздать Каллимаху (Киренскому) и его традиции. В большинстве басен Бабрий использовал койне с элементами ионийского диалекта, добавленными, как считают исследователи, в целях намеренной архаизации.
В баснях Бабрия олимпийские боги описаны с иронией. Бабрий развивает повествовательный элемент басни в ущерб назидательности, приближая басню к сказке. В литературном плане для его творчества характерен эстетизм, в идейном — аристократизм.

## Рецепция
Уже в III веке басни Бабрия изучались в античных школах. В IV в. Бабрия цитировали Либаний, Фемистий, Василий Кесарийский. В Византии в IX веке его басни перелагали в ямбические четверостишия Игнатий Диакон и его подражатели. После этого стихотворные басни Бабрия постепенно были вытеснены прозаическими пересказами.
Юлиан Отступник в письме, написанном в Антиохии в 362/363 г., упоминает одну из басен Бабрия, не сомневаясь, что адресат тоже её знает. Авиан, перечисляя своих предшественников, пишет: «Эти же басни пересказал греческими ямбами Бабрий, сжав их до двух томов». В византийском словаре «Суда» (X век) говорится: «Бабриас, или Бабрий [ сочинял басни или же ямбические басни: они написаны ] холиямбами в 10 книгах. Он переложил некоторые эзоповские басни из их первоначального склада в стихотворный размер, именно — в холиямб».

## Издания и переводы
Латинские переводы из Бабрия были изданы в 1844 году Буассоннадом, переиздания в 1879 и 1897 годах — Отто Крузиус «De B. aetate». На русский язык басни Бабрия переводил М. Л. Гаспаров. Другие издания и переводы:
- Fabulae Aesopeae. rec. О. Crusius. — Lpz. 1897.
- В серии «Loeb classical library» сочинения изданы вместе с Федром (под № 436).
- Федр, Бабрий. Басни. / Пер. М. Л. Гаспарова. (Серия «Литературные памятники»). М.: Наука. 1962. 264 стр.
  - переизд.: Античная басня. М.: Худож. лит. 1991. С. 347—404.
- Гаспаров М. Л. Античная литературная басня (Федр и Бабрий). М.: Наука, 1971. 280 стр. 7500 экз.